# Nati nel 960
| Questa pagina contiene informazioni ricavate automaticamente dalle voci biografiche con l'ausilio del template Bio e di un bot. L'aggiornamento è periodico e automatico e ricostruisce completamente la pagina. Se manca una persona in questa lista, sei pregato di non aggiungerla, ma accertati piuttosto che la sua voce biografica contenga il template Bio e che i dati anagrafici siano correttamente compilati. Se il template Bio manca, inseriscilo tu stesso o, in alternativa, metti l'avviso {{tmp\|Bio}} che ne segnala la mancanza. Se i dati riportati sono sbagliati, correggi direttamente la voce biografica; le modifiche saranno visibili in questa lista entro pochi giorni. Per chiarimenti vedi il progetto biografie. La lista contiene solo le 7 persone che sono citate nell'enciclopedia e per le quali è stato implementato correttamente il template Bio. Pagina aggiornata al 26 mar 2025. |

- Costantino VIII, imperatore bizantino († 1028)
- Mujāhid al-ʿĀmirī, militare e politico arabo († 1044)
- Gottardo di Hildesheim, vescovo e santo tedesco († 1038)
- Teuzzone, abate italiano († 1075)
- Zhīlǐ, monaco buddista cinese († 1028)
- Gershom ben Judah, rabbino tedesco († 1040)
- Þórríðr Þórkilsdóttir, faroese († 1047)